# Самарийдирений
Самарийдирений — бинарное неорганическое соединение
рения и самария
с формулой Re2Sm,
кристаллы.

## Получение
- Сплавление стехиометрических количеств чистых веществ в вакууме:

{\displaystyle {\mathsf {2Re+Sm\ {\xrightarrow {T}}\ Re_{2}Sm}}}

## Физические свойства
Самарийдирений образует кристаллы
гексагональной сингонии, пространственная группа P 63/mmc, параметры ячейки a = 0,5440 нм, c = 0,8870 нм, Z = 4, 
структура типа дицинкмагния MgZn2
.